# Tyromyces duracinus
Tyromyces duracinus är en svampart som först beskrevs av Narcisse Theophile Patouillard, och fick sitt nu gällande namn av William Alphonso Murrill 1907. Tyromyces duracinus ingår i släktet Tyromyces och familjen Polyporaceae.   Inga underarter finns listade i Catalogue of Life.